# Alberto Bruzzone
Alberto Bruzzone (San Juan, Argentina, 26 de marzo de 1907 - Mar del Plata, 14 de junio de 1994) fue un pintor argentino. Era militante del Partido Comunista. Su vida transcurrió entre la ciudad de Buenos Aires, Paso del Rey y Mar del Plata, donde falleció.

## Biografía
Alberto Bruzzone nació en la ciudad de San Juan el 26 de marzo de 1907. Fue el segundo hijo varón, al que siguieron tres hermanas, del matrimonio formado por Dolores Salas, miembro de una tradicional familia sanjuanina, y Andrés Bruzzone, capitán de infantería, por entonces con destino en San Juan. 
Los primeros años de su niñez transcurrieron en distintas ciudades del país, debido a los traslados del padre militar. Desde 1915 (con excepción del período 1928-1932 en el que regresó a San Juan) vivió en la ciudad de Buenos Aires, hasta radicarse, en el año 1965, en Mar del Plata, ciudad en la cual construyó su taller en la casa del barrio El Grosellar. 
En Buenos Aires completó la escuela primaria e inició la secundaria. Cursaba la secundaria cuando murió su padre. Tenía por entonces como compañero de estudios y amigo, al hijo del escultor Arturo Dresco, quien fue su primer profesor de dibujo. También en esa época concurrió al taller de dibujo de la Mutualidad de Estudiantes y Egresados de Bellas Artes. 
En 1923, a los 16 años, ingresó al Colegio Militar, pero, por sobre todas las dificultades que tuvo en estos nuevos estudios, no se adaptó a la disciplina militar y al año de haber ingresado, y tras reiterados intentos por conseguirla, obtuvo la baja. A continuación, en tanto desempeñaba su primer trabajo, como empleado administrativo en el Arsenal de Guerra, prosiguió sus estudios de dibujo en la Mutualidad de Bellas Artes. 
En 1926 ingresó a la antigua Academia Nacional de Bellas Artes que dirigía Pío Collivadino. En 1927 viajó al sur, trabajando para la producción de una película documental. En estos años el tango ocupó un lugar importante en su vida. Al respecto ha manifestado "en los cabarets aprendí a bailarlo, frecuenté las pensiones con sus estrafalarios habitantes, los piringundines y los bares de camareras con "las figurantas del violín mentiroso", como las llamara Raúl González Tuñón"; en lo pictórico realizó una amplia interpretación de muchos de los poemas que Tuñón, Carriego y tantos otros poetas, dedicaron a lugares y personajes de Buenos Aires. Estas obras referidas al tango, integran una muestra titulada "Evocaciones porteñas". 
En 1941 se graduó como profesor de pintura y continuó cursando estudios de pintura mural bajo la dirección de Alfredo Guido y Dante Ortolani, de grabado con Alfredo Guido y Adolfo Bellocq y de escultura con Carlos de la Cárcova y Ernesto Soto Avendaño. En 1949 sería convocado por la entonces primera dama Evita para pintar unos murales sobre la entrada del Ministerio de Obras Públicas, trabajo que rechazaría debido a la enfermedad y posterior fallecimiento de su esposa. 
En noviembre de 1955 dadas sus ideas cercanas al comunismo se exilia en Brasil y luego en México retornando al país en 1960. 
A partir de los años 1960 afirmó que la esencia del arte no es competitiva, retirándose de la participación en salones. Años más tarde rechazó actuar como jurado. Desplegó una fecunda actividad cívica, relacionada con la plástica, la cultura y la política.
Cuando murió, con 87 años cumplidos, seguía ejerciendo la docencia en su taller y perseverando cotidianamente frente al caballete, en su afán de alcanzar lo que él había dado en llamar "la pintura-pintura".
El 26 de marzo de 2007 se celebró su centenario.

## Obra
Sus cuadros figuran en colecciones y museos en Argentina y en el exterior. De su obra destaca Retratos de Ana Frank, una serie de cuadros que ilustra el diario de la joven judía, para la cual contó con el apoyo del propio Dr. Otto Frank, con quien mantuvo una larga relación epistolar en el año 1970, y la colaboración de numerosos escritores latinoamericanos. También la serie del tango arriba mencionada. Gran estudioso del retrato y las composiciones, que lo han llevado a la realización de incontables obras.

## Museo
En el barrio El Grosellar, en Mar del Plata, se encuentra el Museo Casa Bruzzone. El edificio, residencia que el artista hizo construir y en la cual vivió los últimos treinta años de su vida, fue declarado «Bien Cultural de Interés Patrimonial» por la ordenanza n.º 10486 de 1996 sancionada por el municipio del partido de General Pueyrredón, y de «Interés Cultural» por el Instituto Cultural de la Provincia de Buenos Aires. En este museo, entre otras particularidades, se encuentra su taller intacto. Su viuda, Magdalena Konopacki Bruzzone es la principal responsable de este proyecto, y lleva a cabo festivales de arte de todo tipo, talleres, cursos y muestras.
El 14 de junio de 2014 al cumplirse veinte años de su fallecimiento, su hija, Margarita Bruzzone, presentó un libro infantil titulado Bruzzone el pintor, escrito e ilustrado por ella, su novena hija. Con gran afluencia de público, a la presentación  asistieron el Intendente de Mar del Plata, Sr. Gustavo Pulti, el director de Cultura Leandro Laserna y el director del Museo MAR Jorge Telerman. Musicalizó la velada la artista Hilda Lizarazu.